# Johann Nikolaus von Hontheim
Johann Nikolaus von Hontheim conosciuto anche con lo pseudonimo di Giustino Febrònio (lat. Iustinus Febronius) (Treviri, 27 gennaio 1701 – Montquintin, 2 settembre 1790) è stato un vescovo cattolico, storico, teologo e canonista tedesco.

## Biografia
Nato da una nobile famiglia di Treviri, studia a Lovanio diventando discepolo di Bernardo Van Espen, uno dei maggiori esponenti del giurisdizionalismo di questo periodo.
Nel 1721 consegue il titolo di dottore in diritto. Nel 1728 viene ordinato sacerdote iniziando ad insegnare diritto romano a Treviri. Nel 1748 è eletto vescovo ausiliare della sua città natale.
La sua grande passione però è la storia. Egli si inserisce in una lunga tradizione storica presente nell'area tedesca (cfr. il Serasius e il suo Mogunticarum rerum 1604, Rader e la Bavaria pia 1628, Brouwer-Masenio e l'Antiquitate trevirensium 1670, l'Hansiz e la Germania sacra 1727). Nel 1750 pubblica la sua Historia trevirensis, opera di carattere erudito, fondata su un metodo storico-empirico (ricerca delle fonti).
Ma l'opera che ebbe maggiore successo, pubblicata sotto lo pseudonimo di Justinus Febronius (la sua nipote, Giustina, era diventata religiosa col nome di Febronia), fu il De Statu Ecclesiae et legitima potestate Romani Pontificis liber singularis ad reuniendos dissidenti in religione christiana compositus (1763).
L'obiettivo dichiarato dell'opera è l'unione dei cristiani; ma il vero scopo, che la pervade tutta, è l'attacco al ruolo del papa nella Chiesa universale (solo primus inter pares). L'opera, di carattere molto erudito e storico (cita spesso le fonti, Padri, Concili e soprattutto Van Espen, e le sa collocare nell'epoca propria, non fa cioè anacronismi), è suddivisa in nove capitoli.
In sintesi questa è la sua dottrina:
1. Autorità supreme nella Chiesa sono il concilio ed i vescovi, perché Cristo ha conferito la potestà suprema alla collegialità, che trova la sua massima espressione nel concilio; il concilio poi delega il papa affinché questa collegialità sia garantita.
2. Di fatto il papa ha un primato honoris, directionis, inspectionis: cioè deve sorvegliare che i decreti conciliari siano applicati; può anche prendere decisioni dogmatiche o disciplinari, ma con il consenso dell'episcopato (nega l'infallibilità personale).
3. Tutti i poteri attuali del papa (conferma e deposizioni di vescovi, dispense, canonizzazioni, ecc.) sono il risultato di soprusi iniziati con le false decretali del IX secolo e con Innocenzo III; questi poteri devono essere restituiti all'episcopato a cui sono stati sottratti.
4. Il potere civile può aiutare i vescovi in questo senso, ricorrendo al placet, ai sinodi provinciali o nazionali, ed anche, in casi estremi, alla forza contro lo stesso papa.

Il libro dell'Hontheim suscitò un vasto scalpore in tutta Europa dando inizio ad una vasta letteratura, a favore e contro.
La Santa Sede, cinque mesi dopo la pubblicazione della prima edizione, mise all'indice il libro (febbraio 1764).
Nel 1778 Hontheim ritrattò le sue idee e fu obbligato da papa Pio VI a pubblicare una lettera pastorale nella quale annunciava ai suoi fedeli che si era lasciato trascinare da opinioni pericolose.
Il febronianesimo fu definitivamente condannato da Pio VI nel 1786 con il breve Super Soliditate Petrae .

## Genealogia episcopale
La genealogia episcopale è:
- Cardinale Guillaume d'Estouteville, O.S.B.Clun.
- Papa Sisto IV
- Papa Giulio II
- Cardinale Raffaele Riario
- Papa Leone X
- Papa Clemente VII
- Cardinale Antonio Sanseverino, O.S.Io.Hieros.
- Cardinale Giovanni Michele Saraceni
- Papa Pio V
- Cardinale Innico d'Avalos d'Aragona, O.S.Iacobi
- Cardinale Scipione Gonzaga
- Patriarca Fabio Biondi
- Papa Urbano VIII
- Cardinale Cosimo de Torres
- Cardinale Francesco Maria Brancaccio
- Vescovo Miguel Juan Balaguer Camarasa, O.S.Io.Hieros.
- Papa Alessandro VII
- Arcivescovo Massimiliano Enrico di Baviera
- Vescovo Johann Heinrich von Anethan
- Arcivescovo Anselm Franz von Ingelheim
- Vescovo Matthias Starck
- Arcivescovo Lothar Franz von Schönborn
- Vescovo Friedrich Karl von Schönborn-Buchheim
- Arcivescovo Franz Georg von Schönborn
- Arcivescovo Philipp Karl von Eltz zu Kempenich
- Vescovo Christoph Nebel
- Vescovo Johann Nikolaus von Hontheim